# ラバーン (カリフォルニア州)
ラバーン（La Verne）は、アメリカ合衆国カリフォルニア州のロサンゼルス郡にある都市。人口は3万1334人（2020年）。ダウンタウン・ロサンゼルスの東48キロメートルに位置している。

## 地理
サンガブリエル・バレーの東部にある。北にサンガブリエル山脈を望み、南はポモナと隣接している。

## 交通
2025年にロサンゼルス郡都市圏交通局A線が延伸され、市内に駅が開業予定である。

## 教育

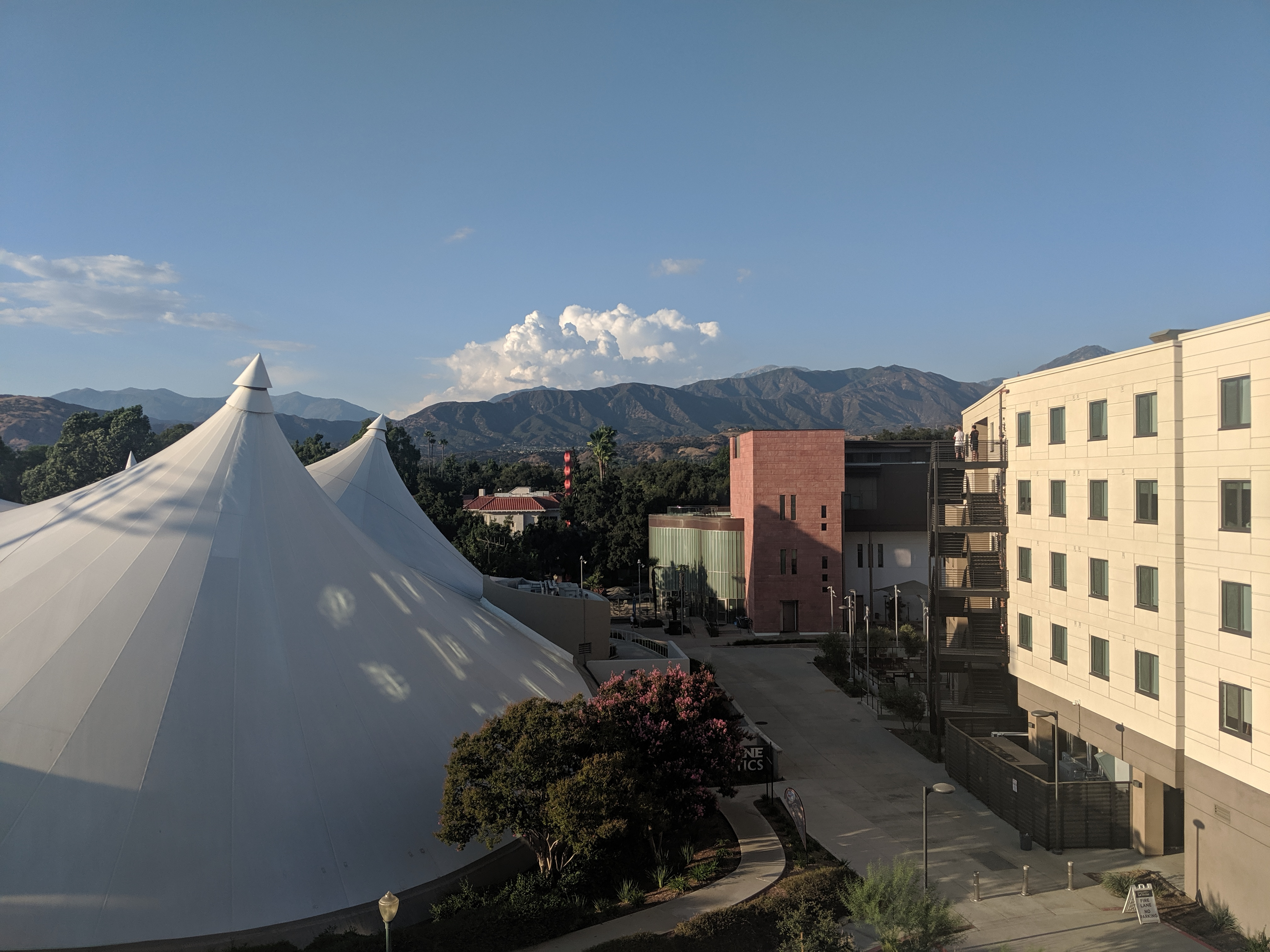
ラバーン大学

- ラバーン大学（en:University of La Verne）：小規模な私立大学